# ティボー・ドバニャ
ティボー・ドバニャ（Thibault Daubagna、1994年5月20日 - ）は、フランスのラグビーユニオン選手。トップ14のポー（セクシオン・パロワーズ）に所属している。

## 経歴
フランス南西部ベアルン出身。6歳からポー（セクシオン・パロワーズ）でミニラグビーを始める。
2013年8月31日、19歳で、2013-14シーズンのプロD2 FCオーシュ戦で、ポーでのシニアデビューを果たした。2014-15シーズンでチームは優勝し、トップ14へ昇格した。
2015年11月28日、2015-16シーズンのトップ14 ユニオン・ボルドー・ベグル戦で、トップ14デビューを果たす。同シーズンで18試合に出場し、40得点を挙げた。
2022年6月5日、カストル・オランピック戦で、ポー公式戦200試合出場を達成した。